# بريدجواتر يونايتد
نادي بريدجواتر يونايتد لكرة القدم (بالإنجليزية: .Bridgwater United F.C)‏ هو نادٍ إنجليزي لكرة القدم يقع مقره في بريدجواتر، سومرست، بإنجلترا. ينتمي إلى اتحاد مقاطعة سومرست، وهو حاليًا عضو في الدوري الغربي الممتاز ويلعب في فيرفاكس بارك.

## السجلات
- أفضل أداء لكأس الاتحاد الإنجليزي: الدور الثاني 1960–61، 1961–62.[1]
- أفضل أداء لكأس الاتحاد الإنجليزي: الدور الثالث، 1969-1970، 1972-1973.[1]
- أفضل أداء فاز به اتحاد كرة القدم: الجولة الخامسة، 2004–05.[1]
- عدد الحضور القياسي: 1112 ضد تونتون تاون، 26 فبراير 1997.